# Puchenauer Kreuzweg
Der Puchenauer Kreuzweg ist eine Straße in der oberösterreichischen Gemeinde Puchenau. Er verläuft von der Schießstattstraße in nordöstlicher Richtung zur Hohen Straße auf den Pöstlingberg. Der Puchenauer Kreuzweg wurde angelegt als Pilgerweg durch den Wald von Puchenau auf den Pöstlingberg mit Kreuzwegstationen.

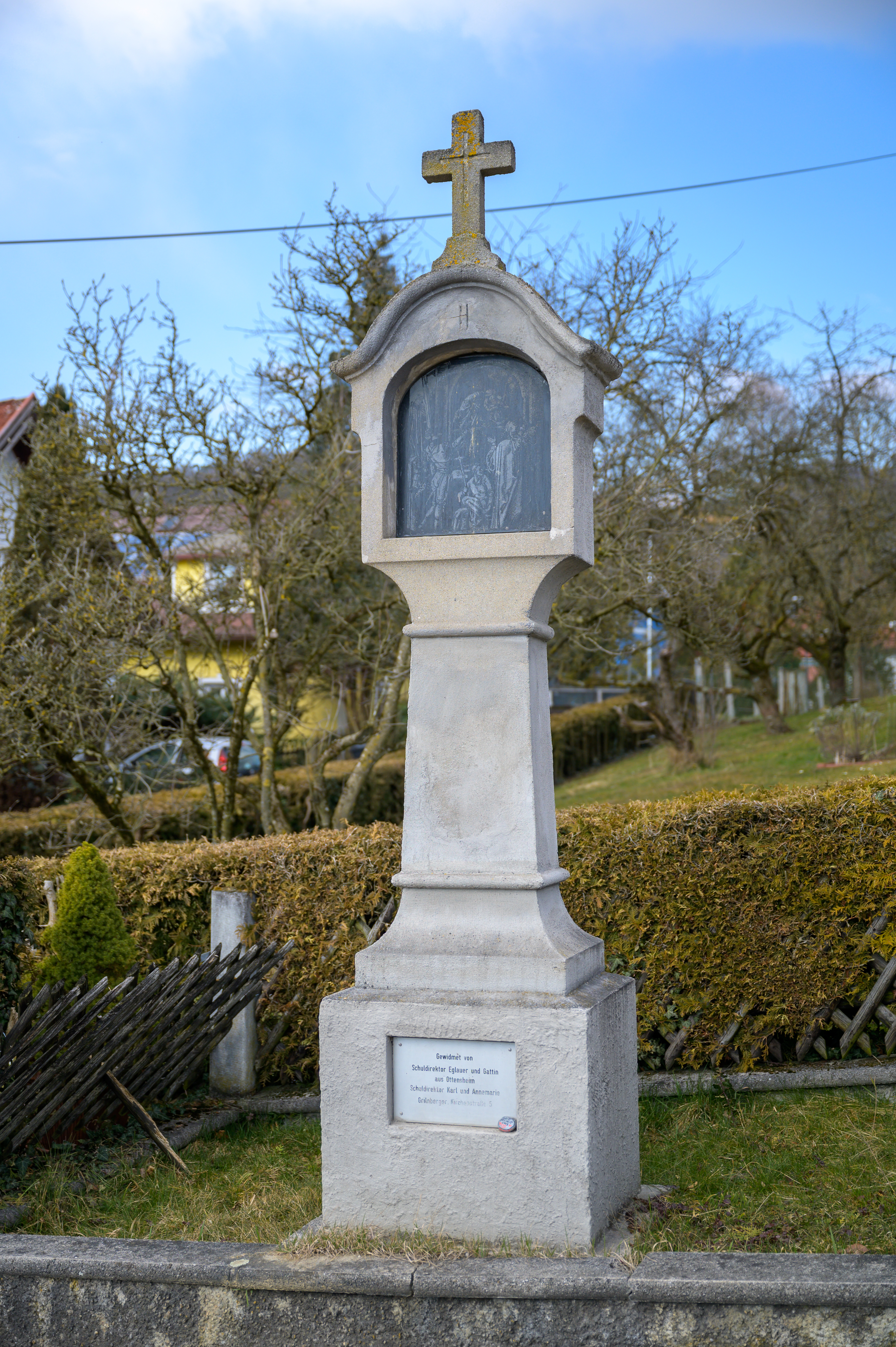
Kreuzwegstation